# Bandera de Bòsnia i Hercegovina
La bandera de Bòsnia i Hercegovina va ser adoptada el 4 de febrer de 1998. Va ser imposada per l'alt representant internacional de l'ONU.
El triangle groc representa la forma geogràfica del país, així com les tres comunitats principals (musulmana, croata i sèrbia).
El color blau i les estrelles estan inspirades en la bandera la Unió Europea i recorden la pertinença a Europa i al Consell d'Europa del país.

## Banderes històriques

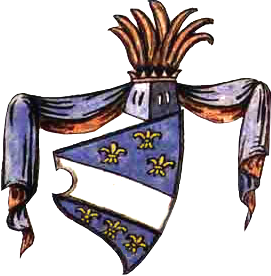
Estendard dels Tvrtko
Bandera dels rebels de 1878
Bandera de l'annexió austriaca 1908
Bandera oficial de la República Socialista de Bòsnia i Hercegovina, nom que rebia com a part de la República Federal Socialista de Iugoslàvia, entre 1943 i 1990
Bandera oficial de la República de Bòsnia i Hercegovina, estat predecessor de l'actual que va existir entre 1992 i 1997